# دانشگاه ایالتی پلتسک
دانشگاه ایالتی پلتسک (به لاتین: Polotsk State University) یک دانشگاه در بلاروس است که در پولوتسک واقع شده‌است.